# 카를로스 이바녜스 델 캄포
카를로스 이바녜스 델 캄포(스페인어: Carlos Ibáñez del Campo, 1877년 11월 3일~1960년 4월 28일)는 칠레의 군인이자 정치가로, 제23·29대 대통령을 지냈다. 칠레 기갑 부대의 장관직을 역임하기도 했다.

## 일생
프란시스코 이바녜스와 마리아 니에베스의 아들로 1877년 11월 3일 리나레스에서 태어났다. 어릴 적 아버지가 소유하던 샌프란시스코의 농장에서 생활했다.

## 군 경력
1896년 사관 학교에 입학했다. 졸업 후 입대하여 육군 고위급 중위로 부임했으며 산티아고에서 근무하였다. 1903년 엘살바도르의 군사 작전에 참가하였고 꾸준히 승진하여 중령에 이르렀다. 또한 1920년에는 남부 아라우카니아 지역의 어느 사관학교의 교장이 되었다.

### 쿠데타
1924년 정부의 부정부패를 비난하였고 육군 총사령관이던 루이스 알타미라 장군이 아르투로 알레산드리에 관한 쿠데타를 일으켰는데, 이바녜스도 이에 동참했다. 결국 알레산드리는 사임하였고 군사정권은 일단 종식되었다.
그러나 마르마두케 그로브 공군 대령과 이바녜스 자신이 속한 정당은 이듬해 쿠데타를 일으켰다. 쿠데타는 물거품이 되었고, 그로브와 이바녜스 자신은 권한 대행 담당이 되었다.

## 집권

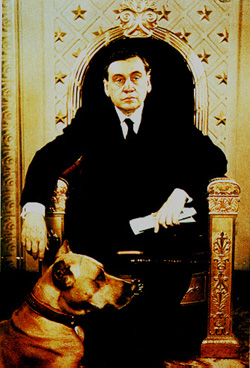
아르투로 알레산드리

이바녜스는 알레산드리 정권 하에서 전쟁부 장관을 맡았다. 비록 알레산드리는 다시 대통령이 되었지만, 이바녜스는 괴뢰정권의 지도자라며 알레산드리를 비난했고, 알레산드리는 다시 사임했다.
다가오는 대통령 선거에 이바녜스는 출마하기로 하지만, 보수당, 자유당, 급진당 이 3개의 대표 정당은 이바녜스가 출마하는 것을 크게 반대하였다. 세 정당은 합의 후 이바녜스에게 세 사람을 보냈고, 칠레의 정치는 극히 불안정해졌다. 또한 이바녜스의 친구이자 좌파 정치인이었던 호세 산토스 살리스가 입후보를 선언했다. 많은 사람들은 살리스의 출마를 이바녜스가 저질렀다며 둘의 관계를 의심했다.
선거에서 자유당의 에밀라노 피게로아가 71%의 득표율로 당선되었으나, 이바녜스는 내무부 장관이 되었다.
그러나 피게로아 역시 이바녜스의 괴뢰정권의 지도자라는 비난을 듣고 사임하였다. 헌법상 이바녜스는 권한 대행 담당으로 정해져 있었기 때문에, 그는 임시 대통령이 되었다. 다가오는 5월 22일에 선거가 열렸고 선거 당일 98%의 지지를 받고 대통령이 되었다.

### 대통령이 되다

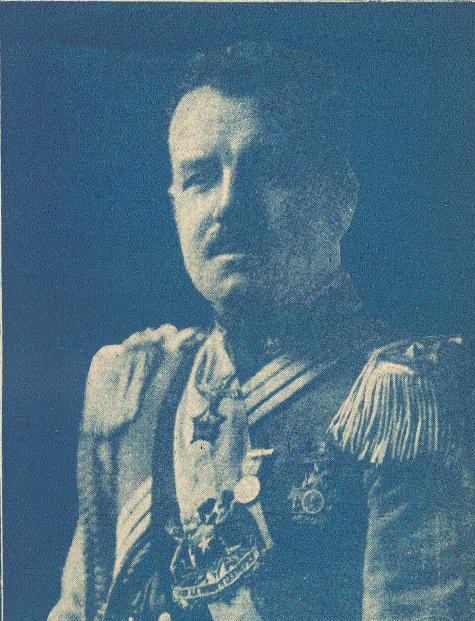
집권 당시의 모습

이바녜스는 정권을 잡은 이후 독재정치를 실시하였고 의회의 정적으로 간주되는 자들을 체포하거나 추방하였다. 이 중에는 공군 총사령관도 있었다(물론 마르마두케 그로브도 예외는 아니었다). 이바녜스는 미국에 많이 의존했는데, 칠레의 경제 발전에 기여를 하였다.
1927년 칠레 기갑 부대를 결성하였고 스스로 장관임을 선언하였다.
이바녜스는 1929년 리마 협정을 체결하였으며, 이 조약에 따라 칠레가 태평양 전쟁 당시 소유하던 타크나 현을 페루에 돌려주었다.
1929년 세계 공황이 찾아오면서 그의 지지율도 떨어지기 시작했다. 이바녜스는 미국에 의존하다시피 했는데, 미국 경제에 큰 손실이 오자 칠레의 경제마저 하락했다. 결국 이바녜스의 이러한 행동은 경제를 악화시킬 뿐이었고, 지도자직에서 추방되었다. 이 때 마르마두케 그로브와 아르투로 알레산드리와 같은 반(反) 이바녜스 세력들은 이를 계기로 국민의 지지를 받기 시작한다.
사회적으로 문제가 발생하자 이바녜스는 1931년 미국으로 망명하였다.

### 추방
1932년까지 이바녜스는 귀국하지 못하였고, 결국 나치 당원 몇 명을 데리고 귀국하였다.
결국 1951년까지 정권을 잡지 못하였고, 그의 음모를 꾸미려는 일들이 종종 일어났다.

### 재선

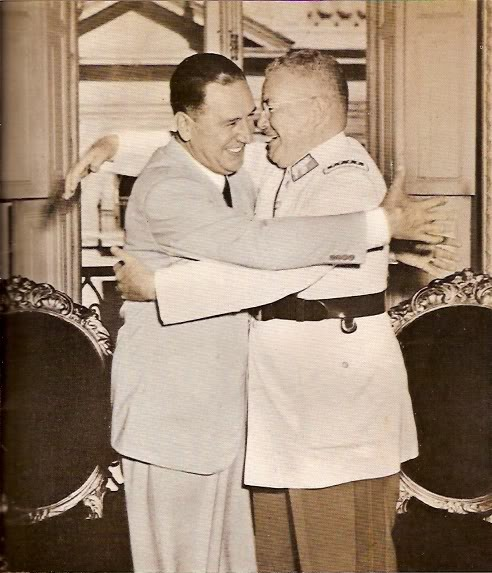
아르헨티나 대통령 후안 페론과 찍은 사진

1952년 대선에서 국가노동당의 지지를 받고 당선되었다. 또한 그는 좌파정당들을 창설하였으나, 의회에서의 근무를 거부하였다.
이바녜스는 기존의 정당들을 비난했지만, 구체적이진 않았다.
하지만 또다시 경제적인 문제를 일으키고 말았다. 당시 칠레의 경제는 하락세를 보였고, 인플레이션 같은 것들은 오히려 늘어나는 실정이었다.
그러자 스스로 민주주의를 포기하였고, 좌파 인재들을 양성하였으며 공산당을 강제로 해산시켰다. 일부 국민들은 그의 독재 통치를 지지하였다. 그러자 반 이바녜스 세력들이 회의를 벌였고, 회의 참가자 중 일부는 언론에 고발하였다. 이 스캔들로 인해 이바녜스는 결국 퇴임하고 말았다.

## 뒷이야기
이바녜스가 퇴임한 후, 오랫동안 자신의 경쟁자였던 아르투로 알레산드리의 아들인 호르헤 알레산드리가 집권하였다. 퇴임 후 산티아고에서 살다가 그곳에서 죽음을 맞이했다.
푼타아레나스에 위치한 라르 이바녜스 공항도 그의 이름에서 유래했다.

## 역대 선거 결과
| 선거명      | 직책명        | 대수 | 정당   | 득표율 | 득표수    | 결과 | 당락             |
| ----------- | ------------- | ---- | ------ | ------ | --------- | ---- | ---------------- |
| 1927년 선거 | 칠레의 대통령 | 23대 | 무소속 | 98.0%  | 223,741표 | 1위  | 칠레 대통령 당선 |
| 1952년 선거 | 칠레의 대통령 | 29대 | 무소속 | 46.79% | 446,439표 | 1위  | 칠레 대통령 당선 |

## 참고 문헌
- San Francisco, Alejandro, and Ángel Soto, eds. Camino a La Moneda. Santiago: Centro De Estudios Bicentenario, 2005.
- Collier, Simon, and William F. Sater. A History of Chile, 1808-2002. 2nd ed. Cambridge UP, 2002.
- Braun, Juan, and Matías Braun, Ignacio Briones, José Díaz, Rolf Lüders, Gert Wagner. Economía chilena 1810-1995: Estadísticas históricas. Santiago: Instituto de Economía de la Pontificia Universidad Católica de Chile, 2000.